# Лужани при Топлој
Лужани при Топлој (слч. Lužany pri Topli) насељено је мјесто са административним статусом сеоске општине (слч. obec) у округу Свидњик, у Прешовском крају, Словачка Република.

## Становништво
| Година:    | 1994. | 2004.   | 2014.   | 2024.   |
| ---------- | ----- | ------- | ------- | ------- |
| Број људи: | 248   | 259     | 261     | 247     |
| Разлика:   |       | +4,43 % | +0,77 % | -5,36 % |

| Година:    | 2023. | 2024.   |
| ---------- | ----- | ------- |
| Број људи: | 255   | 247     |
| Разлика:   |       | -3,13 % |

Према подацима о броју становника из 2024. године насеље је имало 247 становника.